# 周诗穆
周诗穆（1902年—1980年），男，浙江宁波人，中国电影摄影师，曾任上海电影制片厂特技总技师，中国电影工作者协会理事。